# Чаштепа (Ташкент)
Чаштепа (узб. Choshtepa) — археологический памятник IV—VIII вв. Представляет собой поселение c цитаделью. 
Входит в список «Объектов материального культурного наследия Узбекистана республиканского значения». 

## Расположение
Городище находится в северной части Ташкента, в 1,5 км к северу от городища Юнусабад Актепа, на 19-квартале массива Юнусабад.

## Характеристика
Городище состояло из двухэтажной цитадели-кёшка, отделённого от поселения рвом. Холм поселения был практически полностью выработан на грунт в 1979 году. От городища сохранился только останец размерами 25 на 15 метров, находящийся среди городской застройки.
Археологическое исследование выявило культурный слой толщиной 1 метр, относящийся к раннему средневековью. Ядро останца составляло монументальное здание сложенное из пахсы и
сырцового кирпича, обведённое коридором, который образует квадрат со сторонами равными 15 метрам. Из-за разрушения городища за периметром коридора, не представляется возможным определить, что за ним находилось. Сохранились три внутренних помещения, объединенные общими проходами, вся постройка, расположена на высоте более 6 метров над окружающей её территорией и зиждется на естественном лёссовом останце. В центральной части находится помещение с двумя выходами в коридор и одним выходом в помещение №3, что характерно для жилых комплексов. Помещение №3 выходит на широкий айван или двор, на входе в который были обнаружены пристенные очаги для обогрева.
Здание было перестроено три раза, при этом, второй раз радикально, так, что здание первой постройки было полностью погребено под новым сооружением. Также были отмечены два этапа жизни городища. После некоторого запустения, при котором продолжали использоваться только кёшк и двор, городище погибло от пожара, следы которого хранят на себе обгоревшие докрасна стены и слои сгоревших деревянных перекрытий в помещении №2, во время арабского нашествия. Обнаруженная при обследовании городища керамика полностью идентична находкам Юнусабад Актепы.

## История открытия и изучения
Обследование городища производились в 1979 году Н. П. Столяровой и А. Грошевым.